# Cinkova skupina
V 12. skupino periodnega sistema elementov (IUPAC) ali cinkovo skupino spadajo elementi cink (Zn), kadmij (Cd) in živo srebro (Hg). V 12. skupino po svoji elektronski konfiguraciji spada tudi kopernicij (Cn), ki so ga sintetizirali leta 1996 v Darmstadtu in se je prvotno imenoval ununbij (Uub).

## Lastnosti
Nekatere lastnosti elementov iz 12. skupine so zbrane v naslednji preglednici:
|                           | Cink        | Kadmij      | Živo srebro     |
| ------------------------- | ----------- | ----------- | --------------- |
| Elektronska konfiguracija | [Ar]3d104s2 | [Kr]4d105s2 | [Xe]4f145d106s2 |
| Kovinski polmer [pm]      | 134         | 151         | 151             |
| Ionski polmer (M2+) [pm]  | 74          | 95          | 102             |
| Elektronegativnost        | 1,6         | 1,7         | 1,9             |
| Tališče [°C]              | 419,5       | 320,8       | −38,9           |
| Vrelišče [°C]             | 907         | 765         | 357             |

Vsi elementi iz 12. skupine so kovine. Podobnost kovinskih polmerov kadmija in živega srebra je posledica lantanoidne kontrakcije. Trendi v 12. skupini se zato razlikujejo od trendov v 2. skupini (zemljoalkalijske kovine), v kateri atomski polmeri pravilno naraščajo po skupini navzdol. Vse tri kovine imajo relativno nizka tališča in vrelišča, kar pomeni, da so kovinske vezi relativno šibke z relativno majhnim prekrivanjem valenčnega in prevodnega pasu. Cink je zato nekje na meji med kovinami in polkovinami in se običajno umešča med galij in germanij, čeprav spada galij kot galijev arzenid tudi med polprevodnike.
Cink je najbolj elektropozitiven element s skupini in dober reducent. Najbolj stabilno oksidacijsko stanje v skupini je +2, v katerem imajo ioni dokaj stabilno elektronsko konfiguracijo d10 s polno podorbitako d. Živo srebro se kljub temu zlahka reducira v oksidacijsko stanje +1. Podobno kot Hg+2 ioni tudi dva Hg+ iona običajno tvorita vez kovina-kovina in diamagnetne spojine. Kadmij lahko tvori tudi kompleksne spojine, na primer [Cd2Cl6]4−, v katerih je kadmij v oksidacijskem stanju +1. Podobno kot živo srebro tudi kadmij tvori vezi kovina-kovina, ki dajejo diamagnetne spojine. V spojinah ni neparnih elektronov, ki bi sicer povečali njihovo reaktivnost. Cinkov ion Zn+ je prisoten samo v plinski fazi v linearnih spojinah, kakršen je na primer Zn2Cl2, ki je analogen kalomelu (Hg2Cl2).
Vse tri kovine tvorijo tetraedrične spojine, na primer MCl2−4. Kadar dvovalentni ioni teh elementov tvorijo tetraedrične komplekse, se podrejajo pravilu okteta. Cink in kadmij lahko tvorita tudi oktaedrične komplekse, kakršen je na primer [M(H2O)6]2+, ki je prisoten v vodnih raztopinah soli obeh kovin. Kovalentne lastnosti se dosežejo z aktiviranjem 4d ali 5d orbital, pri čemer nastanejo hibridne orbitale sp3d2. Živo srebro redko kdaj preseže koordinacijsko število štiri. Kadar se to vseeno zgodi, morajo biti v proces vključene 5f orbitale. Poznana so tudi koordinacijska števila 2, 3, 5, 7 in 8.
Elementi 12. skupine se običajno uvrščajo med elemente iz bloka d in ne med prehodne kovine, ker je njihova orbitala d polna. Nekateri avtorji jih obravnavajo kot glavno skupino elementov, ker so valenčni elektroni na orbitalah ns2. Cink ima kljub temu veliko značilnosti sosednjih prehodnih kovin, na primer bakra. Cinkovi kompleksi se na primer vključujejo v Irving-Williamsove vrste, ker tvori cink mnogo kompleksov z enako stehiometrijo kot jo imajo kompleksi bakra(II), vendar z manjšimi konstantami stabilnosti. Nekaj podobnosti je tudi med kadmijem in srebrom, ker so spojine srebra(II) redke, tiste, ki obstajajo, pa so zelo močni oksidanti. Nekaj podobnosti je tudi v kemiji živega srebra(I) in zlata(I), na primer pri tvorjenju linearnih diciano kompleksov [M(CN)2]−.